# 器官摘除争议
器官摘除主要是指从刚刚去世的人体身上切除、保存和利用人体器官及其组织，用来给生者做外科移植手术。器官摘除在伦理上存在很大争议并受到严格监管，在美国，器官捐赠在很大程度上成为一个可以接受的医疗活动。
关于摘除器官，历史上一直存在着合法性和道德方面的争议。最早记载有关器官摘取的事件之一是，1828年发生在爱丁堡的Burke和Hare谋杀案，以及1831年发生在伦敦的Burke盲目效仿者惨案，被害者的尸体后来被用于医学校的教学。现代活体摘取器官的部分原因是有记录表明超过105,000人在等待做实体器官移植。专家们指出，我们每个人的身体都可以用作拯救或帮助多达50人的器官和组织的供体来源。
必须做活体器官摘取的主要原因是人死后器官很难被保存，因此通常捐赠者是脑已死但器官性能完好的人；此外，等待器官移植的人太多，因此器官很缺很宝贵。一些報導指出，由於器官供不應求之故，因此非法器官交易一直存在，也確實有關於一些人在違反自身意願的狀況下被活摘器官的報導；但也有一些人是自願賣器官的。在欧洲委员会的共同努力下，联合国公布了有关器官盗窃的真实和虚构的案例的详细研究报告。一些團體，如中國政府，受到強行活摘器官的指控，且有確實證據顯示部分團體或個人正在進行相關活動，像奈及利亞有一對夫妻為了拯救愛女兒、取得器官而走私孤兒，此外也有消息指出部分人士在被騙去東南亞後被活摘器官。因此雖然活摘器官常常是都市傳說的題材，但部分活摘器官的傳言有可能是事實，也因此不能將所有活摘器官的故事給視為都市傳說並加以否定，也不能輕易否定任何與活摘器官相關的指控。另外雖然活摘器官的一些技術細節，如不打麻藥強摘器官等，令人難以置信，但因相關真實案例存在之故，因此不能單單因為一則報導中看似可疑的技術細節，而否定相關人士遭人強摘器官的可能性。

## 器官盗窃事件
活摘器官通常是不容易使人相信的，一些技術細節，如不施打麻藥活摘器官等，常常受人質疑；然而，一些较大的组织和政府出于政治或谋略上的考虑，使得一些類似的事件變為真实事例；而諸如不施打麻藥活摘器官等，也曾有真實案例，因此不能單因為這些看似不可信的技術細節，而否認相關報導的真實性。

### 納粹德國
在二戰時期，納粹德國曾對集中營囚犯進行活體實驗，其中約瑟夫·門格勒曾在不施予麻醉的情況下對他們進行截肢和摘除器官手術；據奧斯維辛集中營倖存者Yitzhak Ganon的說法，他曾在不被施予麻醉藥劑的狀況下，被約瑟夫·門格勒成功摘除一顆腎臟，Ganon的腎臟被摘除時，那顆腎臟還在門格勒手上搏動。

### 前南斯拉夫地區
在《亨特：我和战争罪犯》这篇文章中，卡拉·德尔蓬特（Carla Del Ponte）指控说，1999年科索沃战争结束后，科索沃的阿尔巴尼亚人盗卖了被绑架的塞尔维亚人的人体器官。然而，欧盟法治特派团没有发现有关这方面的任何证据，塞尔维亚政府也没提供任何证据。

### 美國
1990年代，美國的外科醫生重新採用這種在當時稱為「不跳動的心臟」捐贈作法，批評人士認為它過於殘忍，而引發許多道德問題。甚至有些人說它等於是謀殺。但之後，美國國家醫學科學院（National Academy of Sciences Institute of Medicine）針對此種做法進行檢視，所得到的結論是，只要遵循嚴格的指導方針，就是道德的。而這些方針包括：確保撤除治療的決定與捐贈器官的決定是互相獨立的，而且外科醫生必須在心跳停止後，至少等待五分鐘。目前，LifeBanc機構執行長葛登伯文(Gordon Bowen)認為「俄亥俄州可能是全美唯一尚未要求此種作法的地方。」
2020年9月14日，多家非营利性组织向美国政府举报，佐治亚州一家移民拘留中心存在严重医疗疏忽，包括未经许可对移民滥施子宫摘除手术。佐治亚州欧文郡拘留中心前护士道恩·伍顿在网络公开发布控诉拘留中心活摘难民子宫的举报视频。

### 中華人民共和国

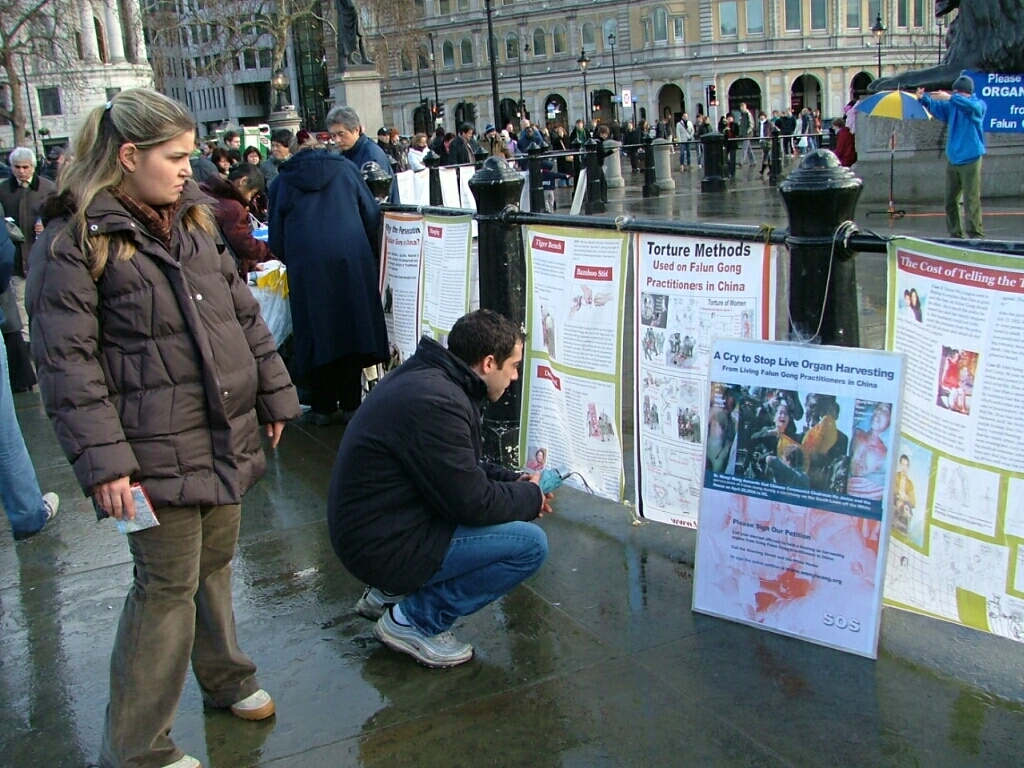
反对活摘器官的法轮功展览

在近年，一些消息指稱中國的器官移植過程有倫理爭議；此外，一些看法認為中國的器官移植還存有數據造假的問題。
1. 有新闻证实说，在中国，起码有一段时间，出于营利的目的，一些死囚犯的器官在处决后被移植给了外国和中国公民。目前还不清楚囚犯们是否同意死后器官被摘取[14]。有指控说，中国司法系统处决死刑犯非常快，不给他们一定的时间上诉，再加上中国政府有一套批准盗取死囚犯器官的程序，导致了整个司法系统的腐败[15]。
2. 2006年，中華人民共和国政府还没有出台一部明确禁止非法获取器官的法律。现在虽然有了这样的法律，但与这些新法规相矛盾的法规依然存在，例如，有法规允许狱方可以采取对国家有利的任何方式利用死囚犯的尸体。直到同时，在2006年7月，加拿大前外交部部长大卫·乔高（David Kilgour）和人权律师大卫·麦塔斯（David Matas）发表了一份报告（页面存档备份，存于），报告说“大量的法轮功学员是系统性活摘器官的受害者……[16]”。
3. 2012年4月，新華社報導，中華人民共和國湖南省王姓少年因賣腎而購買iPhone及iPad後，被母親發現王姓學生才坦承，他在網路聊天室受到吸引，而進行非法賣腎。該顆腎臟被轉賣之後，嫌犯獲利22万元，但這名賣腎學生只分得其中的2.2万。
4. 2012年9月12日，美国国会听证调查中国强摘器官现象[17]。同时，美国众议院外交事务委员会网站，就中共政法委机构活体摘除法轮功学员器官，发表了多项证词，其中之一是中国大陆之外的医生们已证实，他们的病人到中国被移植了法轮功学员的器官（Medical doctors outside China have confirmed that their patients have gone to China and received organs from Falun Gong practitioners）.[18]
5. 2012年9月18日，美國國會及行政當局中國委員會（CECC）主席、眾議院外交事務委員會非洲、全球健康和人權小組委員會主席、资深国会议员克里斯·史密斯先生投书于美国传媒华盛顿时代，指出從勞教所获釋的法輪功學員說，勞教所醫生給他們頻繁體檢，特別注意他們的血型、腎、肝、肺、心和眼睛的健康；此精神運動許多成員被拘留時因怕牽連親屬和其他修煉者，而拒絕透露自己名字，从而使他們的生命很容易被用作器官移植。并提到在海外的醫务人员告訴葛特曼先生，“一些用於移植的器官從當時仍活著的受害者身上摘取”。史密斯先生表示：“活摘器官罪行存在的可能性已超越人類承受力，挑戰一切語言極限，使「野蠻殘暴」這樣词汇蒼白無力，是令人毛骨悚然的恐怖”。[19]
6. 2012年12月2日，美国纽约大学医学院教授、国际医学伦理研究权威Arthur Caplan博士与另两名医生Alejandro Centurion及Jianchao Xu 联名在美国白宫网页发起了一个“我们-人民”的公开征签活动，要求奥巴马政府调查并公开谴责中共当局活体摘取法轮功人士器官的罪行。他们在公开信中说“如此大规模的滥用器官移植是对人类的犯罪。面对这样的暴行保持沉默是这些罪行的同谋。” 据白宫网站的规定，若30天内能征得2.5万个签名的请愿，白宫必须对该诉求予以官方回应[20]。
7. 2013年4月30日，英国广播公司邀请大卫·乔高和伊森·葛特曼先生（Ethan Gutmann）在BBC的英国广播公司国际频道播音室现场解答主持人有关中共活摘器官罪行的提问。4月30日对乔高和葛特曼采访节目的播出。这是中共大规模活摘法轮功学员器官罪行首次在BBC这家世界著名媒体曝光，表明大卫·乔高和大卫·麦塔斯、葛特曼等人有关中共活体摘取器官的独立调查结果（調查中共摘取法輪功學員器官指控的報告）已经引起西方社会和媒体的高度重视。乔高在现场回答说：“中国器官移植来源有很大一部份是良心犯，特别是法轮功学员”；“有调查表明有大约6万5千法轮功学员被摘取器官”；“和西方国家的法律制度完全不同，在法轮功被迫害的过程中，中共根本不讲法律，靠警察的一封信就可以把你送到劳教所关3-4年”；“非法器官移植过程中法轮功学员被摘取器官等于被谋杀”。葛特曼在节目中也强调说：“中共系统中的良心犯因为他们不报名字不报身份，最可能成为器官摘取的受害人”；“另外，在“在中国的活摘器官（Organ harvesting in China）”节目中，乔高强调指出，媒体中称在中国移植器官是从被处决的犯人身上拿到的，但鲜少有人提及的一个真正事实是：很多因为器官而被杀害的人是法轮功修炼者，他们没有犯任何罪，完全是无辜的。人们忘记了这样一个事实，这些都是无辜的人。[21]
8. 2014年5月13日，中国大陆的中央电视台电视新闻评论性欄目《焦点访谈》披露，北京人向南夫为谋取境外博讯网给予的高额稿费，编造、杜撰大量诸如“中国政府活摘人体器官、活埋人，大批群众到联合国驻华机构外抗议”的虚假新闻，2013年向南夫发稿1300余篇，每月领取近千美元稿费。媒体披露，向南夫承认编写的稿件绝大多数没有经过调查核实。[22][23]
9. 美国有线电视新闻网CNN，2016年6月24日报导[24]称，经过加拿大前亚太国务卿大卫·乔高和人权律师大卫·麦塔斯，还有美国记者伊森·葛特曼共同调查，发现中共仍然大规模的从良心犯和政治犯身上摘取器官，而主要受害者是法轮功学员。调查员们发现，中共宣称的大陆有169家移植医院，每年移植手术约1万例。但实际调查收集几百家医院的公开数据，进行分析得出真实数字：每年移植手术高达6万到10万例。CNN指出，有诸多证据显示，中国每年有成千上万的法轮功学员等良心犯和政治犯，因器官需求，而被中共及其控制的医疗系统杀害。加拿大电视CTV6月24日发表报导[25]，题为“报告指中共杀戮囚犯 强摘器官”。报导说，加拿大前亚太国务卿大卫·乔高和人权律师大卫·麦塔斯，以及美国记者伊森·葛特曼出了一份新的报告，中共依然大规模强摘政治犯器官，提供给那些愿意支付高额器官移植手术的外国人。“终结中国器官掠夺”国际联盟发布了这份报告，该联盟由医学专业人士、人权倡导者组成。他们三人对医院收入、病床使用率、手术人员和国家资助等等信息进行分析后，得出结论：认为中共每年的器官移植手术的数量为6万－10万例。三位作者表示，加拿大、美国、欧盟等外国政府需要开始对进入中国进行器官移植手术的公民数量进行记录。下一步将是禁止“器官旅游”。上周，美国国会众议院通过一项343决议，呼吁中共停止从法轮功等良心犯身上强摘器官。该决议案同时谴责中共迫害法轮功修炼群体。[來源請求]
10. 據《寒冬》採訪報導：中國檯面下的活摘器官暴行一直沒有停止。一名患者至山東省煙台市最高等級「三甲」的毓璜頂醫院治療，從配血型、體檢到安排手術，僅花了約10幾天的時間。院方還向家屬表明，「若願意多花點錢，就可以換年輕點的」。[26]
11. 專業醫學期刊《BMC Medical Ethics》2019年11月刊登論文〈對官方的逝者器官捐贈數據的分析令人懷疑中國的器官轉運改革之可靠性〉，提出COTRS上公佈的2010至2018年間器官捐贈資料的統計結果是人造的，基於數學公式，其增長趨勢并非來自志願捐獻活動的結果或是對實際資料的細微處理，對中國紅十字會的統計結果的分析也能得出偽造的嫌疑[27]；然而移植數據造假不表示強摘維吾爾穆斯林以及法輪功學員器官的事情就沒有發生，一些人權組織認為，這數據造假是一個精心設計的掩飾，用以掩蓋中國政府大規模強摘無辜人士器官的事實。[28]

### 以色列
2009年12月，以色列政府承认，在20世纪80年代和90年代，以色列士兵、公民、巴勒斯坦人和外国工人的尸体，在未经他们亲属的允许下，被阿布·卡比尔法医研究所（the Abu Kabir Forensic Institute）摘取了皮肤、角膜、心脏瓣膜和骨骼。该摘取器官的事件是瑞典Aftonbladet报社与以色列的公开辩论战中被揭露的。以色列政府声称，该研究所大约在2000年左右结束了摘取器官的做法。
2010年8月6日，包括以色列人在内的12人，因涉嫌贩卖人体器官而在乌克兰被警方逮捕。

### 印度尼西亚
2012年10月22日，有传闻说，在印度尼西亚龙目岛（Lombok），活摘器官者侵害儿童、煽动骚乱和抗议，在场的警察也无能为力，导致5人被杀害。

### 马来西亚
2012年5月，有一名印尼移民工人在马来西亚被杀害，随后所在地又猛增了3名遇害的移民工人，他们尸体的眼皮、胸前和肚子等处有很多缝合口，很多器官被盗，立即引发了印尼与马来之间的国际口水战。尽管印尼政府指控说他们的器官被活摘是千真万确的，但很多当地人都不相信器官被活摘。

### 緬甸
有報導指稱，2021年緬甸軍方發動政變後，一些人在受軍方審問後，器官被摘除；另外有報導指稱，緬甸苗瓦迪一處被稱為「KK園區」、以中国籍福建人“冬瓜”为首的犯罪集团所拥有的地区，除了常發生綁票人口、強迫被綁者從事詐騙的事情外，園區裡也曾發生強制活摘失去利用價值或不從者的器官的事件。

### 埃及
英國男子漢弗萊斯（David Humphries）2018年9月和家人在埃及旅遊時不幸突然發病身亡，埃及醫院強制驗屍，相驗報告沒顯示遺體異常。家屬將遺體運回英國後再度驗屍，竟發現遺體中少了腎臟和心臟。海外報導也指出，埃及存在龐大的非法器官市場，有組織靠著交易器官賺取數百萬美元

### 柬埔寨
有報導指稱，一些人被騙去柬埔寨強迫從事詐騙工作，而這些人在失去利用價值後就會被強制送去強迫賣淫，更沒有利用價值的人甚至會被送去活摘器官、成為器官供體的來源。

## 器官贩卖
在一些国家，贩卖器官虽然非法，但很常见；然而，要获得这方面的准确数据是很困难的，但在2007年3月，有项估算表明世界上百分之五到十的器官移植病例涉及非法買賣。很多报告指出器官交易涉及到强迫或绑架（从而变成器官盗取），这些报告的事例有些是真实的，有些是失实的。涉及器官盗取的事件也時有所聞，一個例子是印度医生阿米特·库马尔（Amit Kumar）操控的2008年肾脏贩卖团伙案。

## 进一步阅读
- Marie-Monique Robin, Voleurs d'yeux (1995 Albert Londres Award)
- Joel Bast, Claims Spread: Cross-National Diffusion of Social Problems（页面存档备份，存于）,  chapter: The Diffusion of Organ Theft Narratives
- Michael Parmly, Principal Deputy Assistant Secretary of State Bureau of Democracy, Human Rights, and LaborHearing Before the Subcommittee on International Operations and Human Rights Washington, DC June 27, 2001
- Bloody Harvest: Revised Report into Allegations of Organ Harvesting of  Falun Gong Practitioners in China（页面存档备份，存于）By David Matas, Esq. and Hon. David Kilgour, Esq., January 31, 2007
- Police Hunt for Doctor in Kidney-Snatching Ring（页面存档备份，存于） CNN, January 29, 2008
- BBC News - Sellafield organ removal inquiry（页面存档备份，存于） 18/04/2007
- The Epoch Times - New Witness Confirms Existence of Chinese Concentration Camp, Says Organs Removed from Live Victims
- CNN.com Law Center - UCLA suspends its Willed Body Program（页面存档备份，存于） 09/03/2004
- Illegal Organ Trafficking Poses A Global Problem（页面存档备份，存于） by The Huffington Post, July 24, 2009
- pbs.org（页面存档备份，存于）